# Engin
Engin ist ein türkischer männlicher Vorname (in seltenen Fällen auch ein weiblicher Vorname) mit der Bedeutung weit, endlos, grenzenlos ausgedehnt (sowie außerdem der Bedeutung offene See; Tal für den weiblichen Vornamen). Engin tritt auch als Familienname auf.

## Namensträger

### Vorname
- Engin Akcelik (1940–2005), türkischer Schauspieler
- Engin Aktürk (* 1983), türkischer Fußballspieler
- Engin Altinova (* 1980), deutscher Dokumentarfilmer
- Engin Arık (1948–2007), türkische Kernphysikerin und Hochschullehrerin
- Engin Baytar (* 1983), türkischer Fußballspieler
- Engin Bekdemir (* 1992), belgisch-türkischer Fußballspieler
- Engin Çeber (1979–2008), türkisches Folteropfer
- Engin Altan Düzyatan (* 1979), türkischer Schauspieler
- Engin Fırat (* 1970), deutsch-türkischer Fußballlehrer
- Engin İpekoğlu (* 1961), türkischer Fußballspieler und -trainer
- Engin Kalender (* 1984), türkischer Fußballspieler
- Engin Colin Kiliç (* 1978), Schweizer DJ türkischer Abstammung
- Engin Korukır (* 1958), türkischer Fußballtrainer
- Engin Memişler (* 1987), türkischer Fußballspieler
- Engin Nurşani (1984–2020), deutsch-türkischer Sänger
- Engin Sincer (1969–2003), Mitglied der PKK
- Engin Tuncer (* 1950), türkischer Fußballspieler
- Engin Verel (* 1956), türkischer Fußballspieler

### Familienname
- Ahmet Engin (* 1996), deutscher Fußballspieler
- Atilla Engin (1946–2019), türkischer Musiker, Bandleader und Komponist
- Aydın Engin (1941–2022), türkischer Theaterautor und Journalist
- Dilek Engin (* 1981), deutsche Politikerin (SPD), MdL
- Ekrem Engin (* 1990), türkischer Fußballspieler
- Havva Engin (* 1968), deutsche Migrations- und Bildungspolitikexpertin
- Helga Engin-Deniz (* 1941), österreichische Schriftstellerin
- Hülya Engin (1956–2024), deutsche literarische Übersetzerin aus dem Türkischen
- Kenan Engin (* 1974), kurdischstämmiger Politikwissenschaftler, Schriftsteller und Lehrbeauftragter in Heidelberg/Mainz
- Osman Engin (* 1960), deutsch-türkischer Satiriker und Schriftsteller
- Ufukcan Engin (* 1999), türkischer Fußballspieler